# Jeanne Deroin
Jeanne Deroin, född 31 december 1805 i Paris, död 2 april 1894, var en fransk feminist, socialist och tidningsutgivare. Hon blev år 1849 den första av sitt kön att kandidera i ett franskt parlamentsval. 
Deroin var ursprungligen sömmerska. Hon blev 1831 anhängare av den utopiske socialisten Henri de Saint-Simon och medlem av saint-simoniterna och författade en politisk essä inspirerad av Deklarationen om kvinnans och medborgarinnans rättigheter av Olympe de Gouges, där hon ifrågasatte synen på kvinnor som underlägsna män och jämställde äktenskapet med slaveri. Vid sitt eget giftermål med saint-simoniten Antoine Ulysse Desroches 1832 behöll hon sitt eget efternamn och höll en civil ceremoni där paret lovade varandra lika rättigheter inom äktenskapet. 1832 lämnade Deroin saint-simoniterna i protest mot deras dragning åt hierarki och religiositet och blev anhängare åt Charles Fourier. Hon grundade tidningen La Femme Libre, den första kvinnotidningen i Frankrike. Från 1834 var hon verksam som skollärare. Hon hade också vårdnaden om Flora Tristans barn. 
Jeanne Deroin blev en viktig politisk debattör under februarirevolutionen 1848, då hon bedrev kampanjer för kvinnors, barns och arbetares rättigheter. Hon drev flera olika politiska tidningar med inriktning på könens likställdhet och socialpolitik. Vid valet 1849 ställde hon upp som kandidat till parlamentet som representant för socialdemokraterna. Hon blev den första av sitt kön att kandidera till det franska parlamentet, men eftersom hon inte skulle ha tillåtits inta sin plats om hon hade blivit vald mottog hon bara 15 röster. Hon valdes till vice president för sällskapet Société Populaire pour le Progression et la Réalisation de la Science Sociale, som arbetade för att åstadkomma en fredlig social revolution. 
Deroin förespråkade ett förenat franskt fackförbund. 1849 godkände regeringen ett nationellt franskt fackförbund för sömmerskor av damunderkläder, och hon valdes till dess styrelse. I maj 1850 arresterades dock en stor del av styrelsens medlemmar, däribland Deroin, som satt fängslad till juni 1851. Vid sin frigivning engagerade hon sig i den internationella kvinnorörelsen och fungerade som strategikonsult åt bland annat den amerikanska kvinnorörelsen. Hon flydde 1852 till London, där hon arbetade som lärare.